# Echinopsis thelegonoides
Echinopsis thelegonoides är en kaktusväxtart som först beskrevs av Carlos Luis Spegazzini, och fick sitt nu gällande namn av H. Friedrich och Gordon Douglas Rowley. Echinopsis thelegonoides ingår i släktet Echinopsis och familjen kaktusväxter. Inga underarter finns listade i Catalogue of Life.

## Bildgalleri

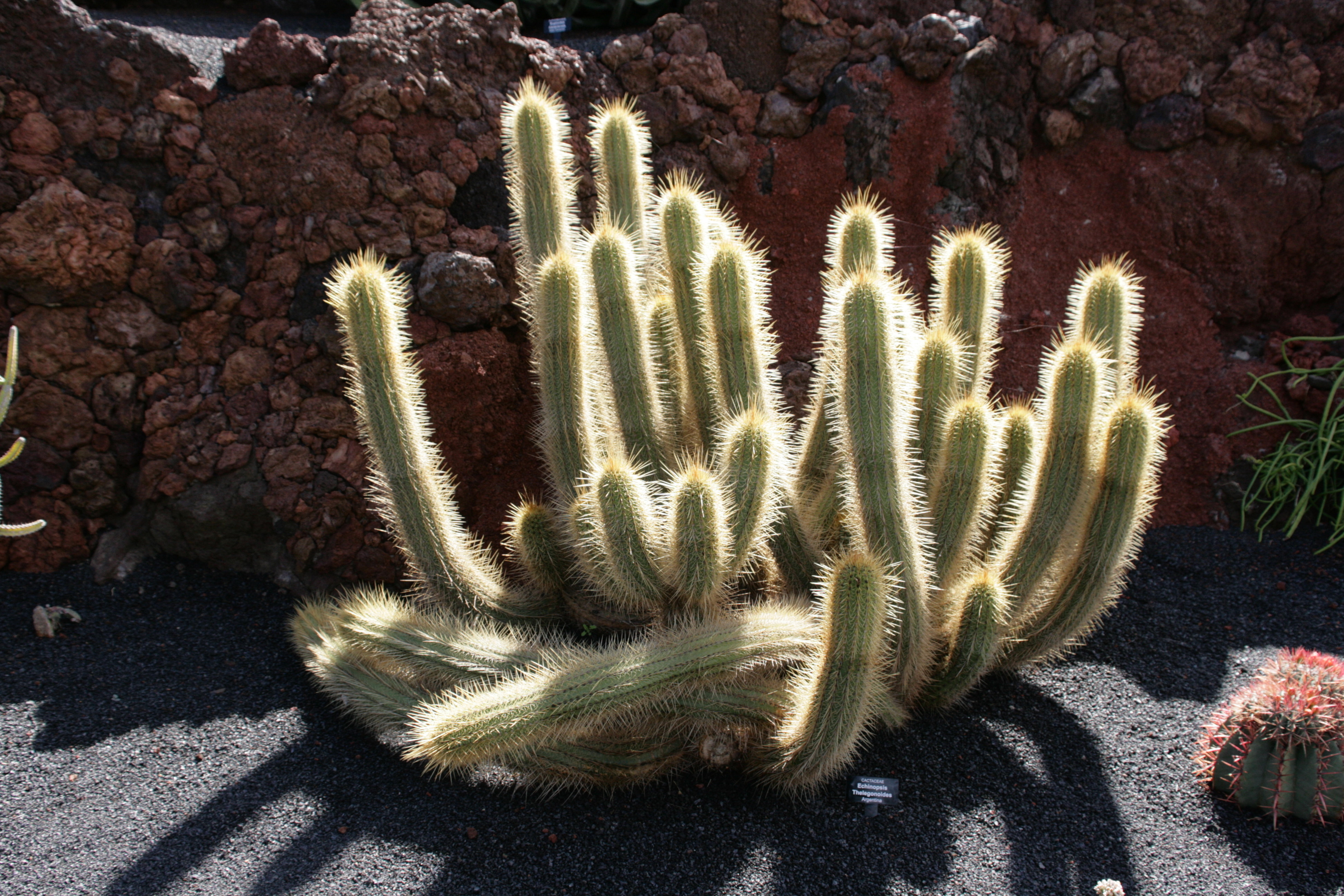
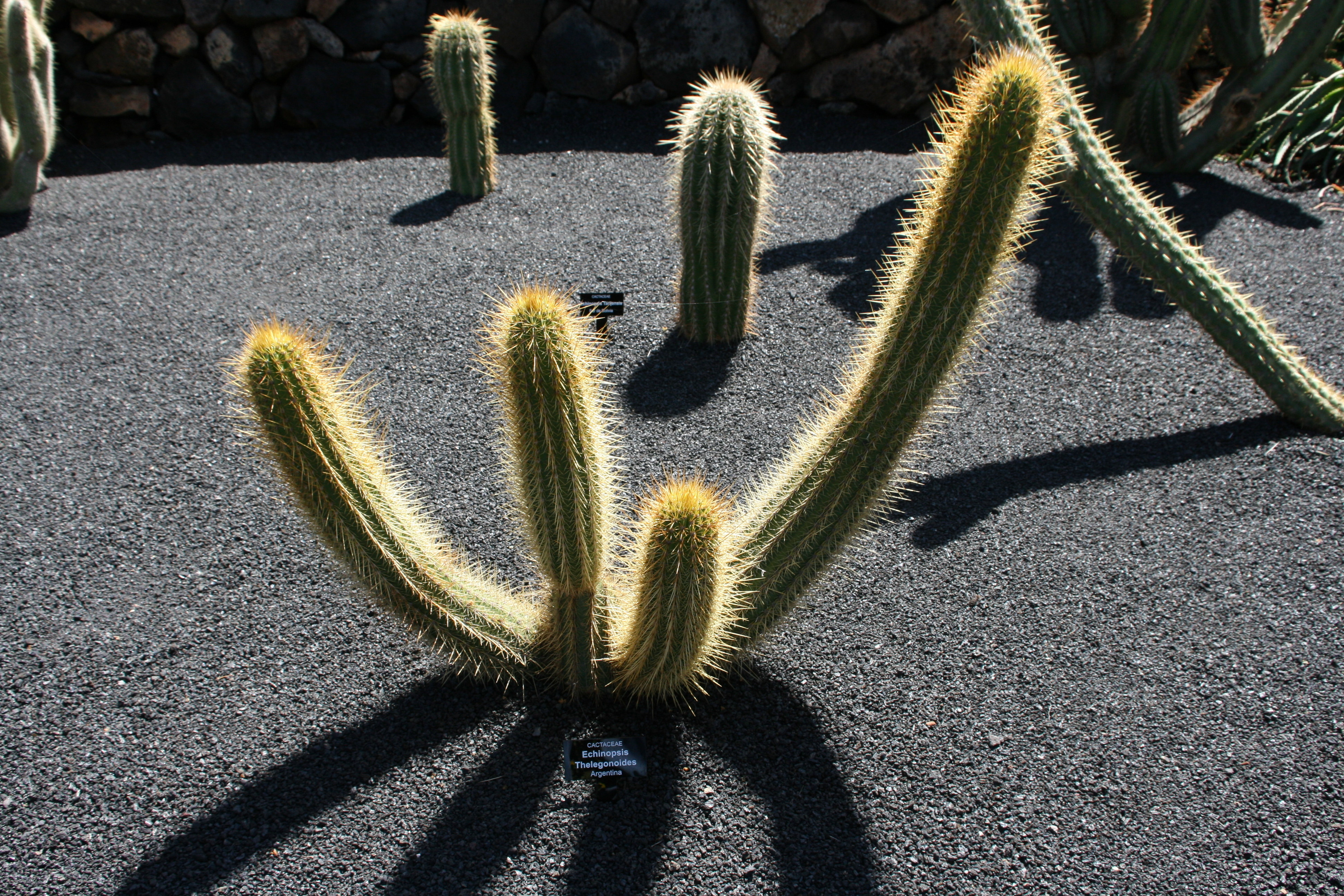